# هارز (قضاء)
هارز هو قضاء يقع في ساكسونيا أنهالت، ألمانيا.

## التاريخ
تأسس القضاء بدمج الأقضية السابقة لهلبرشتات، فيرنيغيروده، و كفيدلينبورغ. وأيضاً مدينة فالكنشتاين كجزء من إصلاح عام 2007م.

## بلدات
يتكون قضاء هارز من التقسيمات التالية:
| بلدات | بلديات             | وحدة إدارية |
| --- | ------------------ | --- |
| 1. بالنشتيت 2. بلانكنبورغ 3. فالكنشتاين 4. هلبرشتات 5. هارتسغروده 6. إلسنبورغ 7. أوبرهارتس آم بروكن 8. أوسترفيك 9. كفيدلينبورغ 10. تاليه 11. فيرنيغيروده | 1. Huy 2. Nordharz | Vorharz 1. Ditfurt 2. Groß Quenstedt 3. Harsleben 4. Hedersleben 5. Schwanebeck2 6. Selke-Aue 7. Wegeleben1, 2 |
| 1seat of the Verbandsgemeinde; 2town |                    | |